# يانكو كيريلوف
يانكو كيريلوف (بالبلغارية: Янко Кирилов)‏ هو لاعب كرة قدم بلغاري في مركز الوسط، ولد في 10 مارس 1946 في صوفيا في بلغاريا. شارك مع منتخب بلغاريا لكرة القدم. أما مع النوادي، فقد لعب مع سسكا صوفيا وليفسكي صوفيا.